# Доклеати
Доклеати (лат. Docleati, Docleates) је илирско племе које је живјело у сусједству Лабеата, али се не зна прецизно разграничење, осим да је то било у подручју између Дукље (Доклеје) и Медуна (Метеона) незнатно удаљених мјеста. 
Раније су Доклеати били у саставу ардијејског племенског савеза. Пошто су временом ојачали, послије римског освајања постају бројније и значајније племе од Ардијејаца: код Плинија се помињу са 33 декурије, у оквиру Неронскога конвента, док се Ардијејци помињу са само двадесет декурија. Антички град Доклеја (Doclea — данас остаци Дукље, код Подгорице) указује на географски положај овог племена. Област Доклеата се простирала на запад, преко данашњег Никшића. Међу Доклеатима се помиње угледан род Епикади, још за вријеме Генцијеве владавине, у првој половини другог вијека прије нове ере. На мјесту античког кастела Салтуа (област Бањана, у Црној Гори) помиње се на једном натпису првак Доклеата, Гај (Caius Epicadi filius principes civitatis Docleatium). Код овог племена је била важна улога сточарства, а надалеко чувени сир извозио се у Рим.